# Maria Portela
Maria de Lourdes Mazzoleni Portela (Júlio de Castilhos, 14 de janeiro de 1988) é uma judoca brasileira, e terceiro sargento da Marinha. Integrante do CEFAN (Centro de educação física Almirante Nunes – departamento militar esportivo).
Judoca da SOGIPA, participou dos Jogos Pan-americanos de 2011, em Guadalajara, no México, onde obteve o bronze na categoria até 70 kg. Participou também Pan-Americano de Judô em 2012, onde conquistou a medalha de ouro.Participou dos Jogos Pan-americanos de 2015, em Toronto, onde obteve a medalha de bronze na categoria até 70kg. Líder do ranking mundial em 2017, disputou os Jogos Olímpicos de Londres em 2012 e Rio 2016.